# Matvej Jelisejev
Matvej Jelisejev, född 31 mars 1993, är en rysk skidskytt som debuterade i världscupen i februari 2015. Hans första pallplacering i världscupen kom i stafett den 11 december 2016 i Pokljuka i Slovenien.